# Helius trianguliferus
Helius trianguliferus är en tvåvingeart som beskrevs av Alexander 1931. Helius trianguliferus ingår i släktet Helius och familjen småharkrankar. Inga underarter finns listade i Catalogue of Life.